# Нду, Лавмор
Лавмор Нду (англ. Lovemore N'dou; род. 16 августа 1971 года, провинция Трансвааль, ЮАР) — австралийский боксёр-профессионал, выступавший в 1-й полусредней весовой категории. Чемпион мира в 1-й полусредней (версия IBF, 2007) весовой категории.

## Спортивная биография

### 1993 — 2007
Дебютировал в апреле 1993 года. Долгое время выходил на ринг против боксёров средней руки. Чередовал поражения с победами.
в июне 1995 года проиграл по очкам непобеждённому соотечественнику, Клиффу Сармардину (22-0).
В августе 1995 года вышел на бой за титул чемпиона Африки с боксёром из ЮАР, Мтодобеи Мтофе (25-4). Поединок завершился вничью.
В 1998 году нокаутировал непобеждённого Джастина Росвелла (27-0-1).
В августе 1999 года победил по очкам опытного боксёра из Таиланда, Даоми Ситкодэма (60-8).
В ноябре 2002 года завоевал титул IBF тихоокенского региона во втором полусреднем весе.
В октябре 2003 года выиграл решением большинства судей у кенийца Фреда Кинутиа.
В феврале 2004 года Нду проиграл по очкам Шармбе Митчеллу.
В мае 2004 года он проиграл по очкам Мигелю Анхелю Котто.
В феврале 2005 года Нду проиграл по очкам Джуниору Уиттеру.
В феврале 2007 года Лавмор Нду в бою за вакантный титул чемпиона мира в 1-м полусреднем весе по версии IBF в 11-м раунде техническим нокаутом победил Наоуфела Бен Рабаха.

### 16 июня 2007Лавмор Нду —Пол Малиньяджи
- Место проведения:  Мохеган Сан Касино, Юнкасвилл, Коннектикут, США
- Результат: Победа Малиньяджи единогласным решением в 12-раундовом бою
- Статус: Чемпионский бой за титул IBF в 1-м полусреднем весе (1-я защита Нду)
- Рефери: Эдди Коттон
- Счет судей: Дон Аккерман (120—106), Алекс Левин (120—106), Гленн Фелдман (118—108) — все в пользу Малиньяджи
- Вес: Нду 66,50 кг; Малиньяджи 66,70 кг
- Трансляция: HBO BAD
- Счёт неофициального судьи: Харольд Ледерман (120—106 Малиньяджи)

В июне 2007 года Лавмор Нду вышел на ринг против Пол Малиньяджи. Претендент доминировал весь бой. Нду постоянно шёл вперёд, но его удары часто шли мимо цели, а Малиньяджи работал на отходах, выбрасывая точные удары. В середине 6-го раунда рефери снял с чемпиона очко за удар по затылку. В середине 9-го раунда Малиньяджи выбросил правый хук в голову противника. Нду упал на канвас, но сразу же поднялся. Комментаторы HBO назвали это флэш-нокдауном. По окончании 12 раундов судьи с разгромным счётом отдали победу Малиньяджи.

### 2008 — 2012
24 мая 2008 года провёл повторный поединок против Пола Малиньяджи. Раздельным решением судей, Нду снова проиграл.
17 ноября 2008 года проиграл по очкам пуэрториканцу, Кермиту Синтрону (29-2).
В июле 2009 года победил по очкам однофамильца Филлипа Нду (32-3), и завоевал титул чемпиона мира по версии IBO во втором полусреднем весе.
13 ноября 2009 года свёл вничью бой с британцем, Мэттью Хаттоном.
В 2010 году проиграл по очкам мексиканцу, Саулю Альваресу.
18 сентября 2010 года победил по очкам раздельным решением непобеждённого южноафриканца, Бунжани Мвеласе (12-0).
В мае 2011 года проиграл по очкам Келлу Бруку.